# 外国人ノ抵当権ニ関スル法律
外国人ノ抵当権ニ関スル法律（がいこくじんのていとうけんにかんするほうりつ、明治32年3月16日法律第67号）は、外国人の有する抵当権に関する法律で、民法に対する特別法である。この法律には題名が付されておらず、「外国人ノ抵当権ニ関スル法律」というのはいわゆる件名である。

## 概要
第13回帝国議会において、政府提出として制定された。
制定の趣旨は、それまでは外国人について治外法権があるために土地の取得を認めておらず、担保権を得ることもできなかった。条約改正の結果、外国人が土地の抵当権を取得することができるようになったが、依然として土地の所有権を得ることはできなかった。
2003年（平成15年）の民法改正までは、抵当権のついた不動産について、所有権・地上権・永小作権を取得した第三者が、自ら妥当と評価した金額を抵当権者に支払いあるいは供託して、その抵当権を消滅させるができるという、滌除という制度があった。この場合、第三者が評価した価格に不満な抵当権者は、競売（増加競売）の申立てが可能であった。増価競売においては、第三取得者の提供金額より 1割以上の高価で売却されない場合には、抵当権者が1割の増価額で自ら買い受けなければならなかったされていたが、土地の所有権を取得できない外国人が抵当権者の場合、この実行ができず、これに代えて第三取得者の提供金額より1割以上の高価で売却されないときは、第三取得者の提供金額に1割を加えた額と落札額の差を抵当権者の外国人の負担とするものである。
なお、滌除は、抵当権者に不利益な制度であったため、2003年（平成15年）の民法改正により廃止され、代わって抵当権消滅請求制度が採用されており、落札金額が低い場合の買取義務はなくなった。

## 改正
この法律は、外国人土地法（大正14年4月1日法律第42号）により改正された。
改正内容は「土地の抵当権者が外国人」の場合に適用となっていたものを「抵当権者が抵当権の目的となった権利を享有できない場合」に改正するもので、適用対象が、外国人土地法等により所有権を取得できない場合に限定された。

## 廃止
この法律は、担保物権及び民事執行制度の改善のための民法等の一部を改正する法律（平成15年8月1日法律第134号）により廃止された。すでに外国人土地法による取得制限は撤廃されていたために実施上適用がなかった。